# 普魯尼紹爾鄉
44°36′32″N 22°54′54″E / 44.609°N 22.915°E
普魯尼紹爾鄉（羅馬尼亞語：Comuna Prunișor, Mehedinți），是羅馬尼亞的鄉份，位於該國西南部，由梅赫丁茨縣負責管轄，面積123平方公里，海拔高度275米，2007年人口2,278，人口密度每平方公里19人。